# Olly Morgan
Pour les articles homonymes, voir Morgan.
Pas d'image ? Cliquez ici

a Compétitions nationales et continentales officielles uniquement.

b Matchs officiels uniquement.
Dernière mise à jour le 22/02/2017.
Oliver (Olly) Morgan, né le 3 novembre 1985 à Londres (Angleterre), est un joueur de rugby à XV anglais. Il a joué en équipe d'Angleterre et avec l'équipe du Gloucester RFC, évoluant au poste d'arrière (1,88 m pour 88 kg).

## Carrière

### En club
- 2005-2013 : Gloucester RFC  Angleterre

Il dispute son premier match comme remplaçant le 15 avril 2005 lors d'un déplacement à Sale. Il est titulaire pour son deuxième match le 30 avril 2005, lors de la réception des Saracens, où il inscrit son premier essai.
Avec son club, il remporte le challenge européen 2006 et la coupe anglo-galloise 2011.
En octobre 2013, à 27 ans, il doit mettre un terme à sa carrière sportive après une année sans jouer, à cause d'une blessure aux ligaments d'un genou.

### En équipe nationale
Il a honoré sa première cape internationale en équipe d'Angleterre le 3 février 2007 contre l'équipe d'Écosse.

## Palmarès

### En club
- Vainqueur du challenge européen : 2006

### En équipe nationale
- 2 sélections en équipe d'Angleterre en 2007
- Tournoi des Six Nations disputé :  2007